# Juan de Arrillaga
Juan de Arrillaga fue un rejero barroco de origen vasco, cuyo trabajo se centra en la zona castellana, siendo la catedral de Burgos una de sus principales galerías. Forma, junto con Domingo Zialzeta y Bartolomé Elgoíbar, el máximo exponente de la rejería barroca vasca. 
Dentro de sus obras destacan las tres rejas que cierran los accesos de la capilla de San Enrique de la catedral de Burgos en la segunda mitad del siglo XVII, o la reja del crucero del santuario de Nuestra Señora de la Fuencisla de Segovia, fechada en 1679.